# Lubatówka
Lubatówka – wieś w Polsce położona w województwie podkarpackim, w powiecie krośnieńskim, w gminie Iwonicz-Zdrój.
W latach 1975–1998 miejscowość administracyjnie należała do województwa krośnieńskiego.

## Położenie geograficzne i ukształtowanie terenu Lubatówki
Lubatówka leży w wąwozie nad rzeką o tej samej nazwie. Od wschodu miejscowość osłania Góra Winiarska (528 m n.p.m.), a od zachodu Góra Pachanowa (512 m n.p.m.), które skutecznie chronią ją od silnych wiatrów wiejących od Przełęczy Dukielskiej. Lubatówkę otaczają góry pokryte mieszanym lasem, przeważnie bukowym i jodłowym. Znajduje się ona na północnym stoku Karpat, opadającym w kierunku Dołów Jasielsko-Sanockich. Ta część Karpat nosi nazwę Beskid Niski. Wieś graniczy od południa z Lubatową, od wschodu z Iwoniczem-Zdrojem, od zachodu z Duklą i Równem, a od północy z Rogami.

## Części wsi
| SIMC    | Nazwa    | Rodzaj    |
| ------- | -------- | --------- |
| 0352160 | Dół      | część wsi |
| 0352176 | Góra     | część wsi |
| 0352182 | Kopcówki | część wsi |
| 0352199 | Rola     | część wsi |
| 0352207 | Wygon    | część wsi |

## Geologia i wody
Podłoże Lubatówki posiada różnorodną formację geologiczną zwaną fliszem karpackim, w którym przeważają piaskowce, łupki pstre, menility, margle oraz iły. Na tym terenie znajdują się źródła jodowe, które wypływają z pokładów eoceńskich, a mineralne składniki czerpią z warstw iłów i pstrych łupków czerwono-niebieskich, zawierających pozostałość flory i fauny dawnych oceanów. Występujące wody lecznicze eksploatuje się głównie z poziomów geologicznych drugiego i trzeciego piaskowca ciężkowickiego, gdzie zalegają obok złóż gazu ziemnego i ropy naftowej. Wody te mają jednak charakter reliktowy. Na terenie Lubatówki występują źródła: Lubatówka 12 i Lubatówka 14. Wody te służą do kuracji pitnej, kąpieli mineralnych, inhalacji i produkcji soli jodowo-bromowej. Przez miejscowość płynie od południa ku północy górska rzeka Lubatówka, która wypływa z lubatowskich lasów. W trakcie swego biegu zasilają ją okoliczne potoki i rzeki, a następnie wpada do Wisłoka.

## Klimat
Klimat Lubatówki zalicza się do klimatu podgórskiego, karpackiego, do klimatu zaciszy śródgórskich o typie podalpejskim. W okolicy Lubatówki przeważają wiatry południowo-zachodnie i południowe. Roczna średnia ilość opadów dochodzi do 1000 mm. Ilość śniegu wynosi zwykle 45 cm. Średnie ciśnienie atmosferyczne wynosi w Lubatówce 724,66 mm Hg. Lubatówka nie wykazuje się wilgocią, gdyż tę usuwają południowe i zachodnie wiatry wiejące od Przełęczy Dukielskiej. Wieś znajduje się w sąsiedztwie Iwonicza-Zdroju, dzięki czemu powietrze podobnie jak i tam zawiera jod i brom.

## Fauna i flora
Pierwotnie okolice Lubatówki porastała puszcza karpacka. Po wylesieniu stoków beskidzkich powstały uprawne pola i łąki. Wieś leży wśród lasu jodłowego i bukowego o bogatym poszyciu. Są tu także m.in. świerki, graby, dęby, wiązy, brzozy, olchy. Na okolicznych wzniesieniach i łąkach kwitną storczyki. W lesie w kwietniu i maju kwitnie miesiącznica trwała – zwana regionalnie „srebrnymi liśćmi”, gdyż już w lipcu ma nasiona zawarte w szerokich srebrnych liściach. Nad rzeką i w wilgotnych częściach lasu oraz łąk rosną iwy. W ostatnich latach las wokół Lubatówki w znacznym stopniu został wycięty, co może mieć ujemny wpływ na klimat.
Fauna lesistych i górzystych okolic Lubatówki jest bogata. Występują zające, sarny, wiewiórki, łasice, kuny, lisy, rysie i dziki. W zimie zdarzają się obserwacje wilków. Z ptactwa występują m.in. kuropatwy i przepiórki. Często można dojrzeć jastrzębia, kanie, krogulca i pustułkę. Pospolicie występują szpaki, kawek i wron. Na skałach często spotyka się zaskrońce i żmije.

## Historia wsi
Wieś znajduje się na historycznym obszarze ziemi sanockiej. Jest to teren, na którym przed rokiem 1340 przebiegała granica państwowa na rzece Wisłok między państwem piastowskim Kazimierza Wielkiego a księstwem halickim. Przed uformowaniem się wczesnofeudalnego państwa polskiego teren ten leżał na pograniczu osadnictwa dwu różnych grup słowiańskich, zachodniej i wschodniej. Przyjmuje się powszechnie, że rzeka Wisłok była w przybliżeniu granicą między Polską piastowską i Rusią halicką, a obszary te zostały zagarnięte przez Włodzimierza Wielkiego w roku 981 na zachodnich Lędzianach.
Pierwsze wzmianki o miejscowościach Lubatówka i Rogi sięgają wieku XIV. W wieku X i XI osadnictwo na terenach dzisiejszej ziemi krośnieńskiej wykazywało znacznie mniej stałości niż późniejsze. Fakt ten uwarunkowany był prymitywnym budownictwem oraz dużym znaczeniem zajęć pozarolniczych i żarowej uprawy roli w życiu ówczesnych plemion. Prawie kompletny brak źródłowych wiadomości o osadach istniejących na tym terenie w wiekach XI-XIII uniemożliwia przedstawienie zarówno stanu jak i rozwoju osadnictwa. Z tego też względu początki osady Krosno jak i przyległych terenów zasnute są mrokiem przeszłości. Do dziś nie jest jasne, czy tereny nad Wisłokiem były nabytkiem Leszka Białego, czy też przynależały do ziem polskich. Wiek XIII to okres najazdów tatarskich na Polskę. Według wszelkiego prawdopodobieństwa na skutek przemarszu wojsk tatarskich w odwrocie z wyprawy na Małopolskę w latach 1259 i 1260 właśnie tereny okolic Krosna zostały szczególnie mocno zniszczone i wyludnione. Odwrót bowiem nastąpił od Biecza na Sanok. Wszelkie wysiłki Leszka Czarnego panującego od 1279 roku i chcącego odbudować zrujnowane gospodarczo tereny graniczne nie przyniosły większych rezultatów, gdyż w latach 1287 i 1288 miał miejsce następny najazd Tatarów. Ponowny przemarsz wojsk tatarskich i ich odwrót środkową częścią dzisiejszej ziemi krośnieńskiej, pogłębił zniszczenia na tych terenach. Wobec braku źródeł trudno dokładniej określić działalność osadniczą w tym zniszczonym przez najazdy tatarskie rejonie.
Zagospodarowanie ziemi krośnieńskiej stało się szczególnie intensywne za Kazimierza Wielkiego. Król prowadził żywą kolonizację po zajęciu ziemi sanockiej (po 1340). Ogromny zasięg działalności Kazimierza Wielkiego na tym terenie przyczynił się do szybkiego (już udokumentowanego) rozwoju osadnictwa. Nastąpiło lokowanie starych osad przez króla na prawie magdeburskim w celu zagospodarowania pustkowi i powiększenie osad przez wykarczowanie lasów pod nowe uprawy. Wiązało się to z powiększeniem dochodów państwa przez lepsze zagospodarowanie ziem. Spośród 19 wsi królewskich 10 ma zachowane dokumenty świadczące o lokowaniu ich przez króla. W tym także wieś Rogi, pod której parafię podlegała Lubatówka. J. Garbacik pisze:

Pierwszym pisanym źródłem dotyczącym wsi jest przywilej Kazimierza Wielkiego z roku 1348 dla Piotra sołtysa z Kołaczyc, któremu sprzedał za 800 kóp groszy sołectwo w królewskiej wsi Rogi, w celu lokowania jej na 110 łanach, na prawie magdeburskim. Sołtys miał otrzymać 6 łanów wolnych od danin i czynszu z prawem urządzenia stawów na Lubatówce [...]”

Istnieje ogromne prawdopodobieństwo, że wieś Lubatówka została w owym czasie również lokowana przez króla na prawie magdeburskim. Jednak z powodu dość późnego występowania wzmianek dotyczących wsi Lubatówka (dopiero na początku XV wieku) nie można bezwzględnie przypisać pierwotnego momentu nadania wsi prawa magdeburskiego w okresie rządów Kazimierza Wielkiego.
Wiek XV i XVI to okres niezwykle dynamicznego rozwoju królewskiego miasta Krosna, a więc także i przyległych mu terenów. Z początku XV wieku zachowała się pierwsza wiadomość o wsi Lubatówka. Źródła historyczne podają informację o zastawieniu wsi Lubatówka: 

[...] za 200 grzywien przez Władysława Jagiełłę w roku 1410. Wieś zwała się wtedy Lubatowa Niżna. Z roku 1425 pochodzi wiadomość o sołtysie z tejże wsi. Mikołaj Jurgowski był sołtysem w roku 1508. Mieszkańcy wsi zobowiązani byli do naprawy palisady wokół zamku sanockiego. W roku 1448 mieli naprawić na długości 15 łokci.

Pod obecną nazwą występuje po raz pierwszy w 1460 roku (Lubathowka) i w 1479 roku Lubathowka Inferior. Początki miejscowości nie są znane. Będąc królewszczyzną być może początkowo stanowiła wspólną miejscowość z Lubatową. Rozdział mógł nastąpić przed 1387 rokiem pod rządami Władysława Opolczyka, gdy Lubatowa Wyżna stała się wsią rycerską, której własność zatwierdził Beńkowi z Zabokruk Władysław Jagiełło. Lubatówka wraz z Rogami stanowiła tzw. niegrodowe starostwo lubatowskie. Pierwszy dokument pisany pochodzi z 1410 roku. Wówczas to król Władysław Jagiełło zapisał zastaw na wsi Lubatowej Niżnej na sumę 200 grzywien. W roku 1425 zastawiona przez króla część była w posiadaniu szlacheckich braci z Dębowca: Jana, Mikołaja i Piotra, kanonika krakowskiego, którzy dokonując podziału ofiarowali ojcu swemu Marciszowi, chorążemu krakowskiemu wsie Rogi i Lubatówkę z sołectwami w sumach zastawnych. Skwitowali go również z ojcowizny i macierzyzny i uregulowali jego długi. Przy tym Piotr zastrzegł sobie, że w razie nieszczęścia lub biedy otrzyma z powrotem swą część w Lubatówce.
W 1433 roku Lubatówka była w posiadaniu szlachcica Zygmunta z Lubatówki, a w latach 1442-1460 Jury (Jurowskiego) z Lubatówki. W tymże 1442 roku gwarantował on Maciejowi z Niepli terminowy zwrot 15 grzywien intromisją z kmieci w Lubatówce, płacąc 4 grzywny czynszu. Rok później wymieniony Jura ponownie zagwarantował Maciejowi z Niepli zwrot 15 grzywien zapłaceniem 30 grzywien, na które da zastaw na połowę wsi Lubatówka. Kmiecie z Lubatówki jak inni kmiecie z wsi królewskich ziemi sanockiej byli zobowiązani do naprawy parkanów wokół zamku sanockiego. Do Lubatówki należała naprawa 15 łokci parkanów. W 1444 roku władający nią Jura skazany został z powodu niewzięcia udziału w naprawie parkanów wokół zamku sanockiego przez wieś Lubatówkę, co świadczy o niskim zaangażowaniu mieszkańców. Władający Lubatówką Jura często pozywany był przez sądy.
W 1460 roku Lubatówkę za zgodą króla Kazimierza Jagiellończyka wykupił (przejął w tenutę) biskup przemyski Mikołaj. Wydzierżawił sołectwo tej wsi. Kmiecie Lubatówki gospodarowali w tym czasie na 15 łanach, o czym świadczy limit naprawy 15 prętów parkanu wokół zamku, po 1 pręcie z 1 łana. Od 1479 roku Lubatówka wraz z Rogami i Miejscem (ob. Miejsce Piastowe) znajdowała się we władaniu Hieronima z Kobylan (Kobyleńskiego). W tymże roku zastawił on Lubatówkę szlachcicowi Mikołajowi Niemcowi Jacimirskiemu za 110 złotych węgierskich i ten zastaw przypadnie mu z podziału z braćmi i siostrami. Podobny zapis pochodzi z 1480 roku na rzecz Jacimirskiego, który z kolei zapisał żonie swej Burnecie 400 grzywien na dobrach Lubatówka, gdzie ma 130 złotych i innych dobrach. Pięć lat później bracia Jan i Jakub z Kobylan odstąpili starszemu bratu Hieronimowi 7 wsi, w tym Miejsce, Rogi i Lubatówkę. Hieronim w 1488 roku gwarantował Maciejowi Kalińskiemu terminowy zwrot sumy 100 grzywien intromisją na Lubatówce. Podobnych gwarancji udzielił Hieronim, za zgodą króla Jana Olbrachta w 1493 roku Andrzejowi Straszowi z Bialaczowa, zobowiązując się zapłacić 1000 zł węgierskich pod gwarancją intromisji we wsiach Rogi, Lubatówka i Sanoczek, a w 1495 roku swoimi dobrami, w tym Lubatówką, ręczył radzie miejskiej Krosna za Jana Kamienieckiego na sumę 832 zł. W 1496 roku Hieronim z Kobylan nie mając własnych potomków przekazał braciom Janowi, Jakubowi dobra dziedziczne, w tym Kobylany, zachowując dla swych córek królewskie dobra zastawne, w tym Miejsce, Rogi i Lubatówkę.
Cztery lata później król Zygmunt zachował Hieronima Kobyleńskiego i jego żonę Katarzynę w posiadaniu Rogów, Lubatówki i Miejsca i innych królewszczyzn, za co Hieronim darował królowi połowę sum zapisanych na tych dobrach. W 1522 roku, król Zygmunt zezwolił na wykup królewszczyzn Rogi, Lubatówka i Miejsce i innych z rąk egzekutorów testamentu i dzieci zmarłego Hieronima. Po Kobyleńskich Lubatówka była w dzierżawie lub zastawach innych posiadaczy między innymi: Tarnowskich, Tarłów. Z krótkich zapisów, poręczeń, zastawów wynika, że była to mała wieś gospodarująca na kilkunastu łanach, posiadająca młyn i karczmę. Nie zachowały się nazwiska gospodarujących wówczas kmieci. Brak informacji o mieszkających tu rzemieślnikach, zagrodnikach i komornikach. Od początku swych dziejów Lubatówka należała do parafii w Rogach, erygowanej w 1349 roku. Pierwsza świątynia musiała ulec zniszczeniu, jeżeli biskup Mikołaj Błażejowski w 1464 roku dokonał konsekracji kościoła (zapewne nowego), z którego część zachowała się w obecnym kościele datowanym na 1600 rok, konsekrowanym 28 września 1603 roku przez biskupa Macieja Pstrokońskiego, a w XVIII i XIX wieku znacznie powiększonym.
Następnie nadszedł mniej korzystny okres w historii wsi i okolic. Przyczyniły się do tego liczne wojny prowadzone w XVII wieku. Informacje podają, że w 1651 roku miała miejsce lustracja sąsiedzkiej wsi Rogi. Wieś ta została zniszczona przez wojska kozackie i węgierskie. Nie wiadomo dokładnie co wówczas stało się z Lubatówką. W 1657 roku do Krosna wkroczyły wojska Jerzego Rakoczego, które poczyniły spustoszenia nie tylko w mieście, ale także w okolicznych miejscowościach. Podobnie w czasie wojen szwedzkich krośnieńskie tereny zostały wyniszczone i doprowadzone do upadku. Okoliczna ludność uczestniczyła w obronie tych terenów, w walkach Konfederatów barskich jakie rozegrały się w okolicach na wschód od Rogów. Dnia 12 VI 1772 roku Austriacy w ramach rozbioru Polski wkroczyli do Krosna. Rozpoczął się okres strasznego ucisku i germanizacji. W roku 1782 przeprowadzono nowy podział administracyjny Galicji. Utworzono cyrkuł dukielski, będący wówczas jednym z największych w Galicji. W cyrkule dukielskim wsie były przeludnione przy równoczesnym rozdrobnieniu gruntów chłopskich, będącym rezultatem podziałów spadkowych. We wsiach przeważali zagrodnicy i chałupnicy. Według opisu z początku XIX wieku chłopi dzielili się na: „rolników całogruntowych, półgruntowych i ćwierćgruntowych, na zagrodników, którzy albo małe grunta posiadają, albo wcale żadnych nie mają prócz tyle ziemi, ile ich domy zajmują; na komorników, którzy tylko w cudzych domach mieszkają”
Na tutejsze wsie często doświadczały nieurodzaju, doprowadzając do katastrofalnego głodu, jak np. w latach 1787 i 1788. Od 1811 roku kiedy to odnotowano wielki nieurodzaj, sytuację pogarszają powtarzające się cyklicznie klęski. W 1820 zaistniał zupełny brak zboża, w 10 lat później ludność Lubatówki i okolicznych wsi zdziesiątkowała cholera. W 1839 roku gradobicia i dwukrotna powódź zniszczyły zupełnie zbiory. Szczególnie ciężki był przednówek w roku 1845, a wylewy rzek potęgowały nędzę. O tych czasach pisano: „całe włości tułają się po wyżej leżących okolicach o żebranym chlebie”. Jesienią tego samego roku spadła nowa klęska na wsie w postaci zarazy ziemniaczanej. Dołączył do niej jeszcze pomór owiec i choroba bydła domowego. Klęski te wzmogły ferment we wsiach, a chłopi przybierać zaczęli coraz groźniejszą postawę wobec dworów. Dnia 20 lutego 1846 roku w Krośnie Franciszek Wolański, wzywający przeciw uciskowi władz zaborczych, ogłosił odezwę o wyznaczeniu daty wybuchu Powstania krakowskiego na noc z 21 na 22 lutego 1846 r. Po wybuchu powstania, mimo obietnic powstańczych o zniesienia pańszczyzny, ruch chłopski pod namową zaborcy, szybko przekształcił się w potężny ruch antyfeudalny i antypolski, zmierzający do zniesienia systemu poddańczo-pańszczyźnianego. Ruch chłopski objął wiele wsi, jednak nie objął patriotycznej ludności Lubatówki. Napadano na dwory, plądrowano majątki,głównie powstańców, niszczono wszystko, co należało do posiadaczy ziemskich. Źródła dokumentujące ten okres historii nie podają żadnych faktów dotyczących tragicznych wypadków na terenie wsi Lubatówka. Przemiany w stosunkach gospodarczo-społecznych na wieś galicyjską przyniosła ze sobą dopiero Wiosna Ludów. Rząd austriacki ubiegł Polaków i chcąc pokazać, że obrońcą chłopów jest cesarz, wydał patent o zniesieniu pańszczyzny. Tak zakończyła się burza dziejowa 1846 roku. Kazimierz Chłędowski (ur. 23 lutego 1843 w Lubatówce, zm. 20 marca 1920 w Wiedniu), pisarz polski, pamiętnikarz, satyryk, historyk kultury, minister monarchii austro-węgierskiej w latach 60. XIX w. arendował Lubatówkę i wieś Havaj na Słowacji. W powstaniu styczniowym brało udział wielu mieszczan i chłopów z tego regionu. Wielu z nich zginęło w bitwie pod Komorowem. Pomimo upadku powstania nadszedł dla Galicji okres autonomii. W 1867 roku została uchwalona konstytucja. Powołano też do życia instytucje autonomiczne i samorządowe.
W połowie XIX wieku właścicielkł posiadłości tabularnej w Lubatówce była Marcela Trzecieska.
Nowy w historii Galicji autonomiczny okres trwał do wybuchu I wojny światowej. Z tego też okresu pochodzi zapis dotyczący wsi Lubatówka, zarówno jej położenia, jak i uposażenia, zawarty w „Słowniku Geograficznym Królestwa Polskiego i innych krajów słowiańskich” w tomie V wydanym w 1884 roku. Jak podają dokumenty Lubatówka na początku XX wieku należała do Jarosława Dąbrowskiego. W okresie I wojny światowej przez Polskę przebiegała linia frontu wschodniego, który przesuwał się kilkakrotnie ze wschodu na zachód i z zachodu na wschód. Szczególnie ciężkie walki miały miejsce w 1914 roku i na początku 1915 w rejonie Przełęczy Dukielskiej. W dniach 12 i 13 grudnia 1914 roku toczyły się walki w sąsiedniej miejscowości Lubatowa, oddalonej od Lubatówki o około 4 km. Tereny te były jeszcze kilkakrotnie zajmowane przez wojsko carskie, by ponownie przejść w posiadanie armii austro-węgierskiej. W maju 1915 roku ofensywa niemiecko-austriacka pod Gorlicami zapoczątkowała klęskę carskiej Rosji. Już w pierwszej dekadzie maja 1915 roku wojska rosyjskie zostały całkowicie wyparte i działania wojenne na ziemi krośnieńskiej zostały zakończone.
Po pierwszych, ciężkich powojennych latach nastał okres rozwoju i odbudowy. W rejonie podkarpackim bogatym w gaz i ropę naftową pierwszych wierceń dokonano już w XIX wieku. Między innymi we wsi Rogi wywiercono pierwszy otwór w 1888 roku. W 1933 roku ułożono nowy rurociąg ropny na przestrzeni Równe-Krosno. W czasie II wojny światowej właścicielami wsi byli: Ewa, córka J. Dąbrowskiego i jej mąż Zenon Kumorkiewicz. W czasie wojny Ewa Kumorkiewicz współpracowała z oddziałami AK udzielając pomocy wielu mieszkańcom Lubatówki. Dnia 8 września 1939 roku Niemcy zajęli Krosno, a następnego dnia w rannych godzinach Duklę. Rozpoczął się krwawy i ciężki okres w historii ziemi krośnieńskiej. Wszelkim metodom terroru wprowadzonym przez okupanta przeciwstawiał się silny ruch oporu działający już od pierwszych dni okupacji. Początkowo były to drobne organizacje ruchu podziemnego. Od 1942 roku na szeroką skalę rozwija się działalność AK OP-15. Działalności tej przewodniczył Jan Kopcza (pseudonim „Waldemar”), który zginął od kuli faszystowskiej, zapewne w wyniku zdrady. W celu wzmocnienia sabotażu i dywersji zostało utworzone w początkach 1943 roku tzw. Kierownictwo Dywersji (popularnie „Kedyw”). W planach i działaniach w roku 1943 kładziono główny nacisk na akcje mające na celu niszczenie transportu kolejowego, drogowego, linii elektrycznych i telekomunikacyjnych, więzień, magazynów oraz likwidację konfidentów. Dokonywano także akcji sabotażowych skierowanych przeciw eksploatacji przez Niemców ropy naftowej i gazu ziemnego. I tak np. we wsi Rogi uszkodzono rurociąg i zniszczono około 80 ton ropy.
Pierwsze miesiące roku 1944 były jeszcze trudniejsze dla Polaków. Od wschodu zbliżał się bowiem front, a w południowej części powiatu krośnieńskiego już zaczęły aktywizować się oddziały nacjonalistów ukraińskich, które miały oparcie w jednostkach SS – Galizien. Niemcy dokonali poważnych aresztowań młodych ludzi, którzy należeli do ruchu oporu AK. Niektóre osoby przeniesiono do więzienia w Jaśle, a większość została rozstrzelana między innymi w Lesie Grabińskim koło Lubatówki (72 osoby). Wśród ofiar znajdowali się mieszkańcy sąsiedniej wsi – Lubatowa, których podejrzewano o współudział w ruchu oporu. W kwietniu 1945 roku zwłoki zostały ekshumowane i pochowane na cmentarzu w Lubatowej. Wiadomo też, że za przynależność do AK zostali rozstrzelani w lesie w Warzycach rolnicy z Lubatówki. Byli to: Władysław Parylak, Stanisław Parylak, Józef Pietruszka, Władysław Dołęgowski, Władysław Michalak, Władysław Aszklar. W akcji brał udział Oscar Backer. W wyniku walk w Przełęczy Dukielskiej we wsi Lubatówka zniszczeniu uległy prawie wszystkie domy. Ludność schroniła się w sąsiednich miejscowościach, dalej oddalonych od linii frontu, która w dniu 14 września 1944 roku przebiegała przez wieś.
Lata powojenne to okres wzmożonej pracy wszystkich mieszkańców wsi Lubatówka i Rogi nad organizowaniem nowego życia społecznego w wolnej Polsce. Ziemie należące do ówczesnych właścicieli zostały rozparcelowane i rozdzielone pomiędzy mieszkańców wsi. Rodzina Kumorkiewiczów przeprowadziła się do Krakowa, rodzinnych stron Zenona. W opuszczonym dworku zorganizowano szkołę. A potem zabytkowy dworek rozebrano. Do szybkiego rozwoju wyniszczonych terenów przyczyniła się w dużym stopniu odbudowa dróg i przywrócenie komunikacji. Już w 1945 roku w Krośnie powstała Państwowa Komunikacja Samochodowa. W 1946 roku uruchomiono regularną linię autobusową Krosno-Dukla, która wiodła przez Rogi. Natomiast regularna sieć przewozowa PKS objęła wieś Lubatówkę w 1962 roku. Następnym krokiem w rozwoju tej miejscowości było przeprowadzenie elektryfikacji wsi. I tak w 1957 roku założono sieć elektryczną w Lubatówce. W tym samym czasie, w latach 1956-57 powstała warzelnia soli, oparta na naturalnych źródłach solankowych. W 1976 roku wybudowano nowy, większy zakład, który produkuje znaną dzisiaj w całej Polsce – „Sól Iwonicką”. Wykorzystując miejscowe złoża gazu ziemnego, przeprowadzono w 1960 roku gazyfikację wsi Rogi, a w 1976 roku także i Lubatówki. W 1990 założono sieć telefoniczną, a w 2001 roku doprowadzono sieć kanalizacyjną.

## Ludzie związani z Lubatówką
- Wojciech Józef Albrycht (1892 – 1967) – major Wojska Polskiego
- Kazimierz Chłędowski (1843-1920) ur. w Lubatówce – historyk, powieściopisarz, eseista, satyryk.
- Jan Kopcza, Waldemar – dowódca oddziału AK, zginął tragicznie.
- Jan Szczepanik – nauczyciel w Lubatówce, wynalazca m.in. telewizji.

## Parafia
Dnia 1 sierpnia 1999 roku Józef Michalik z pomocą dekretu niniejszym pismem utworzył samodzielną jednostkę administracyjną Kościoła rzymskokatolickiego w miejscowości Lubatówka:

Na większą chwałę Bogu Wszechmogącemu, oraz dla duchowego dobra Ludu Bożego, po zebraniu opinii zainteresowanych na mocy kanonu Kodeksu Prawa Kanonicznego eryguję parafię pw. Matki Kościoła w Lubatówce.

Kiedy jeszcze mieszkańcy wsi należeli do parafii Rogi, nabożeństwa odbywały się w specjalnej izbie w domu gromadzkim. Po przeprowadzeniu koniecznych remontów, w celu adaptacji pomieszczenia, salę tę nazwano „modlitewnią” (nieistniejący już dziś budynek, z drugiej strony drogi, na południowy wschód od Domu Ludowego). Pod koniec lat 60., gdy proboszczem był Romuald Drzał, rozpoczęto odprawianie mszy świętej. Kiedy do użytku oddano nową szkołę, a stary budynek stał niewykorzystany, rozpoczęto wówczas starania, aby właśnie tam wygospodarować pomieszczenia, które spełniałyby funkcje tymczasowej kaplicy. Zebrano podpisy i skierowano petycję do ówczesnych władz prośbę – ale zgody nie uzyskano. W 1971 roku nadarzyła się okazja kupienia niezamieszkanego budynku – położonego poniżej obecnego kościoła – wraz z działką. W tym to właśnie obiekcie przeprowadzono gruntowny remont i pierwsza msza w nowej świątyni została odprawiona w uroczystość Niepokalanego Poczęcia NMP – 8 grudnia 1971 roku. Jesienią 1981 roku – po wcześniejszych konsultacjach z miejscowym proboszczem Romualdem Drzałem i z biskupem Ignacym Tokarczukiem ordynariuszem diecezji przemyskiej – podjęto decyzję o budowie nowego kościoła. Budowę bez pozwolenia władz cywilnych, rozpoczęto wiosną 1983 roku. Bryłę architektoniczną zaprojektował inż. Stanisław Pomprowicz z Krosna. 19 maja 1986 bp Ignacy Tokarczuk dokonał poświęcenia nowego kościoła. W 1987 roku zmarł dotychczasowy proboszcz Drzał, a jego następcą mianowano ks. Ryszarda Strzępka. Po kanonicznej wizytacji parafii, abp Józef Michalik, metropolita przemyski stosownym dekretem erygował nową parafię w miejscowości Lubatówka. Pierwszym proboszczem nowej parafii został ks. Tadeusz Żygłowicz.

## Szkolnictwo
Według zapisów historycznych już w XVII wieku na terenie byłego województwa krośnieńskiego funkcjonowało około 14 szkół parafialnych. Jedną z nich była szkoła w Rogach, do której uczęszczali mieszkańcy Lubatówki. Porą zimową nauki udzielał tutejszy gospodarz Jan Albrycht w prywatnych domach. Pierwsza wzmianka o szkole w Lubatówce pochodzi z 1850 roku. W wybudowanym, drewnianym pomieszczeniu odbywała się nauka. Uczył w niej Jan Szczepanik (1872–1926) – od 1891 r. nauczyciel szkół ludowych m.in. w Potoku i Lubatówce. W 1902 roku zbudowano szkołę murowaną. W szkole tej uczyli nauczyciele mianowani przez władze państwowe: Jedliński Ludwik, Witowski Wincenty, Wachel Józef, Kuziara Franciszek, Ratajczyk Władysław, Wisłocka Stefania. Wówczas kierownikiem szkoły był Stanisław Lusznia. Nauka trwała do wybuchu II wojny światowej. Kontynuację edukacji rozpoczęto 5 maja 1945 roku. W tym czasie dyrektorem szkoły był Stanisław Kłeczek. Ze względu na brak pomieszczeń do nauki sołtys przydzielił szkole salę w budynku gromadzkim. W 1948 roku szkołę przeniesiono do dworku, który pozostał po wywłaszczeniu rodziny Kumorkiewiczów. Dyrektorem szkoły został Karol Kawa. W roku szkolnym 1949/1950 funkcjonowało już 7-klasowa szkoła. W roku 1966 oddano do użytku nowy, murowany budynek szkoły podstawowej. Powstał on w ramach akcji „Tysiąc szkół na tysiąclecie Państwa Polskiego”. W 1998 roku rozpoczęto naukę w nowej części szkoły będącej Zespołem Szkoły Podstawowej i Gimnazjum.